# Seberealizace
Seberealizace neboli sebeaktualizace (self-actualization, self-realization) je chápána jako rozvoj a zároveň plné využívání schopností a vloh jedince.
Poprvé jej použil Kurt Goldstein, později tento pojem převzal A. H. Maslow a v lehce přenesené formě i C. Rogers (mluvil o sebeaktualizaci).
Seberealizace je hlavním tématem humanistické psychologie, která se zaměřuje na prožívání jednotlivce jako konkrétní a jedinečné osobnosti. Společně s rozhodováním a tvořivostí spadá mezi hlavní okruhy výzkumu v humanistické psychologii.

## Pohled Carla Rogerse
Podle psychologa Carla Rogerse je to potřeba, která se snaží dokázat, že nás kupředu neženou pouze základní pudy a fyziologické potřeby jako hlad, žízeň a agrese. Hlavní myšlenkou je efektivní využití vlastních schopností a talentu a tudíž svůj potenciál a dovednosti stále rozvíjet směrem k růstu, zralosti a pozitivní změně. Podle Rogerse je tendence k aktualizaci dokonce základní síla člověka, která ho v životě motivuje k uplatnění všech schopností organismu. Prakticky vzato hovoří o naplnění svého potenciálu v rámci hranic dědičnosti. Každý jedinec je dle jeho teorie a následně vymyšlených terapií motivován ke změně a má schopnost se měnit.

## Pohled Abrahama Harolda Maslowa
Oproti tomu A. H. Maslow tvrdil, že jedinec dospěje k složitější psychické motivaci až po uspokojení základních potřeb. Teprve poté, co osoba naplní potřeby nacházející se podle Maslowovy pyramidy potřeb pod seberealizací, je schopna nalézt sebenaplnění a uskutečnit vlastní potenciál. Z toho plyne, že seberealizace je na úrovni potřeb nejvýše a tudíž jí nedosáhne každý člověk. Maslow se rozhodl zkoumat životy vynikajících historických osobností (Baruch Spinoza, Thomas Jefferson, Abraham Lincoln, Jane Addamsová, Albert Einstein a Eleanor Rooseveltová), aby princip seberealizace mohl uchopit i jinak, než pouze definicí. Na základě analýzy výše zmíněných historicky významných osobností si potom vytvořil představu člověka, který seberealizace dosáhl. Od této představy odvodil níže zmíněné body.

### Vlastnosti lidí, kteří dosáhli seberealizace
- účinně vnímají skutečnost a umějí tolerovat nejistotu
- přijímají sebe i ostatní takové, jací jsou
- jsou spontánní v myšlení i v chování
- zaměřují se spíše na problém než na sebe
- mají smysl pro humor
- jsou velmi tvořiví
- jsou odolní vůči vlivům enkulturace, ale nejsou záměrně nekonvenční
- zajímají se o blaho lidstva
- dokážou hluboce ocenit základní životní zkušenosti
- navazují hluboké a uspokojivé mezilidské vztahy spíše s několika než s mnoha lidmi
- dokážou se na život dívat z objektivního hlediska

### Chování vedoucí k seberealizaci
- prožívají život jako děti, s plným ponořením a soustředěním
- zkoušejí stále něco nového a nelpí na bezpečných a jistých způsobech
- při hodnocení zkušeností se řídí spíše vlastními pocity než tradicí, autoritami nebo názorem většiny
- jsou čestní, vyhýbají se předstírání, nebo „hraní her“
- počítají s tím, že budou neoblíbení, pokud se jejich názory neshodují s většinou
- přijímají odpovědnost
- pracují usilovně, aby dosáhli cíle, pro který se rozhodli
- snaží se pojmenovat své obrany a mají odvahu se jich zříci

Později Maslow při zkoumání vysokoškolských studentů zjistil, že ti, kteří splňovali jeho definici jedince schopného seberealizace, patří k 1% nejzdravějších příslušníků celé populace.

## Přechodné okamžiky seberealizace
Přechodné okamžiky seberealizace jsou podle Maslowa vrcholné zážitky. Jde o dočasný spontánní a nesobecký stav dosažení cíle, který se může dostavit v rozmanitém spektru situací, např. při obdivování přírody, při tvůrčí práci, při sportovním výkonu atd.

## Širší pohled na seberealizaci
Dalibor Špok, psycholog a psychoterapeut z Prahy, vymezuje seberealizaci širším způsobem, protože podle jeho slov to není snadno uchopitelný a už vůbec ne pochopitelný koncept. Tak jako u mnoha dalších psychologických pojmů, ani zde jedna teorie zdaleka nestačí. Seberealizace velmi blízce souvisí s dobrým poznáním sama sebe, s pochopením své jedinečnosti a uměním se rozhodovat. Důležité je umět zvážit varianty, připustit určité alternativy, ale zamítnou jiné. Důležitá je představa toho, čeho chceme ve svém životě dosáhnout a kam chceme směřovat.
Dosáhnout seberealizace není vůbec jednoduchý proces. Je do něj zapracována spousta dřiny, mnohé pády, spousta odříkání a vytrvalost a hlavně je to proces, který prakticky nikdy nekončí, protože vždy je co zlepšovat. U každého proces seberealizace postupuje trochu jiným způsobem a tudíž je na jedinci, aby si v životě našel svoji osobní cestu a zjistil si metodu, která mu pomůže touto cestou projít a dosáhnout vytoužených cílů. Proto neexistuje jedna jediná sada pouček, která by všem lidem pomohla se seberealizovat.